# Tammensiel
Tammensiel ist der Hauptort der Insel Pellworm und der Verwaltungssitz des Amtes Pellworm. Der Verwaltungssitz ist nach Nordermitteldeich der zweitgrößte Ortsteil der Gemeinde und ein Schwerpunkt der Geschäfte und öffentlichen Einrichtungen, darunter das Schwimmbad. Zur Volkszählung am 25. Mai 1987 hatte der Ort 86 Einwohner. Müllers großes deutsches Ortsbuch von 2007 gibt die Einwohnerzahl von Tammensiel mit 94 an.
Der Namensbestandteil Siel bezeichnet einen verschließbaren Gewässerdurchlass in einem Deich. Hier handelt es sich um den Bekestrom, der vom Großen Koog in den alten Hafen entwässert. Tammensiel erstreckt sich nördlich und südlich des Bekestroms im Großen Koog und reicht im Nordosten auch in den Ütermarkerkoog, der östlich der Deichstraße Ütermarksmitteldeich liegt. Im südlichen Teil ist die Kommunalverwaltung des Amtes Pellworm beheimatet. Benachbart sind hier der Ortsteil Ostersiel, das auf einem eigenen kleinen Koog liegt, sowie das uneingedeichte und unbewohnte Vorland der Junkernhallig. Der Flächennutzungsplan erwähnt den Siedlungsschwerpunkt Tammensiel/Ostersiel.
Der alte, ortsnah gelegene Hafen wurde 1992 durch eine neu errichtete Anlegestelle ersetzt, die sich wenige Kilometer weiter südlich direkt an der Norderhever befindet und die somit gezeitenunabhängig von den Fähren aus dem Hafen Strucklahnungshörn auf der benachbarten Halbinsel Nordstrand angelaufen werden kann.
Im Ort befindet sich der Komplex Freizeitbad/Kur- und Gesundheitszentrum/DRK-Zentrum.